# Блага, Лучиан
Лучиан Блага (рум. Lucian Blaga; 9 мая 1895, Ланкрэм, Алба — 9 мая 1961, Клуж) — румынский философ, поэт, переводчик, драматург, журналист, профессор университета, дипломат, одна из крупнейших фигур румынской культуры XX века.
Философские сочинения Благи представлены в четырёх трёхтомниках: «Трилогия знания» (1943), «Трилогия культуры» (1944), «Трилогия ценностей» (1946) и «Космологическая трилогия» (1959).

## Биография
Родился в семье православного священника. Отец — Исидор Блага, мать — Анна. Лучиан был девятым ребёнком в семье, и, как он позже признается в одном из своих произведений, до возраста 4 лет совсем не разговаривал и считался немым.
Начальные классы средней школы Лучиан Блага провёл в немецкой гимназии в Себеше (1902—1906), затем продолжил учёбу в лицее «Андрей Шагуна» в Брашове (1906—1914). Затем последовало обучение на факультете богословия в Сибиу и Орадя (1914—1917). В 1917—1920 изучал философию и биологию в Венском университете, защитив диссертацию по философии.
В 1919 году опубликовал свой первый сборник стихов — брошюру «Поэмы света».

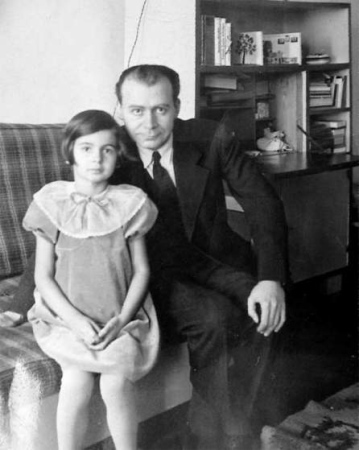
Блага с дочерью

С 1926 — на дипломатической службе, занимал должности культурного атташе и пресс-консультанта (Варшава, Прага, Лиссабон, Берн, Вена), заместителя государственного секретаря в Министерстве иностранных дел (1937–1938) и полномочного представителя Румынии в Португалии (1938–1939). В 1936 был избран действительным членом Румынской академии. C 1939 преподавал философию культуры в университетах Клужа и Сибиу, возглавлял Клужскую академическую библиотеку, занимался журналистикой.
В послевоенной Румынии находился в социальной и культурной изоляции, хотя и был недолгое время членом прокоммунистической Национальной народной партии. Был исключён из Академии и общественной жизни властями, потеряв также свою кафедру. Он начал работать библиотекарем в Клужском филиале Института истории Румынской академии. Ему запретили публиковать новые книги, и он был вынужден заниматься переводами, включая особо ценимого им «Фауста» Гёте.
В 1956 был выдвинут кандидатом на Нобелевскую премию от Франции и Италии (Базилем Мунтяну и Розой дель Конте по инициативе Мирчи Элиаде), но коммунистическое руководство Румынии, считая Благу «буржуазным идеалистом», оказало давление на Нобелевский комитет и воспрепятствовало рассмотрению его кандидатуры.
Умер после того, как у него диагностировали опухоль позвоночника 6 мая 1961 года; иногда датой смерти называется 9 мая (день его рождения), когда он был похоронен.
До 1962 литературные произведения Благи, кроме переводов из Лессинга и др., в социалистической Румынии не публиковались.

## Память
- В настоящее время университет в Сибиу носит имя Лучиана Благи.
- Именем Лучиана Благи названа одна из средних школ Тирасполя.
- Также имя Лучиана Благи с 1992 года носит Центральная библиотека университета Бабеша — Бойяи в Клуж-Напоке[3].
- Во многих городах Румынии (Алба-Юлия, Арад, Брашов, Бистрица, Бухарест и другие) есть улицы названные в честь Лучиана Благи.

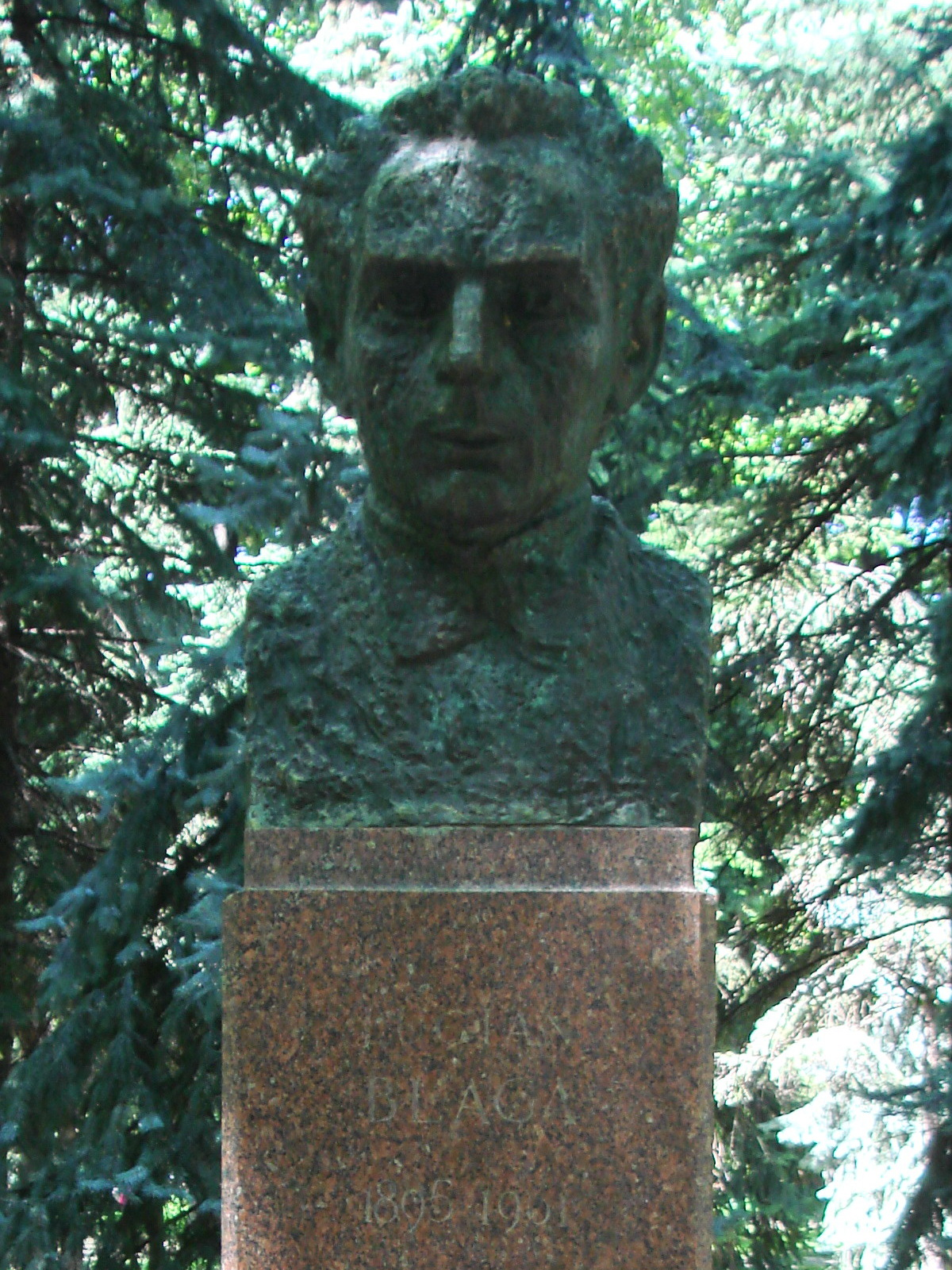
Бюст в Аллее Классиков,Молдова
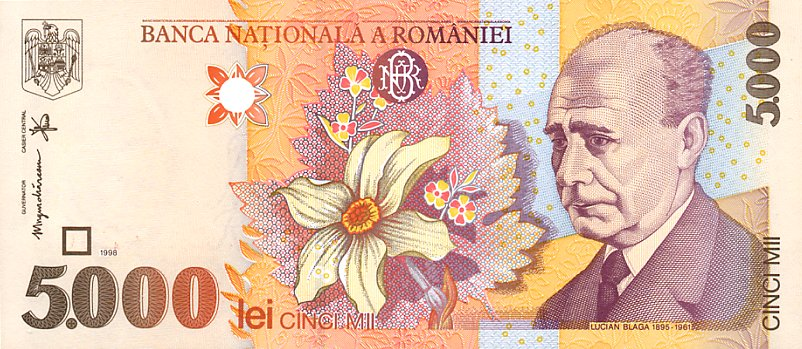
Лучиан Блага на банкноте 5000 леев
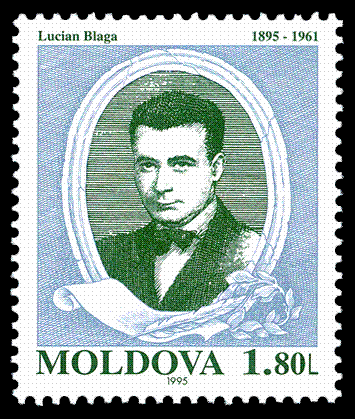
Почтовая марка Молдовы, 1995 год

## Труды

### Сборники стихов
- 1919 — Poemele luminii (Поэмы света)
- 1921 — Paşii profetului (Шаги пророка)
- 1924 — În marea trecere (На большой переправе)
- 1929 — Lauda somnului (Похвала сну)
- 1933 — La cumpăna apelor (На уровне воды)
- 1938 — La curţile dorului (Во дворах желания)
- 1942 — Poezii, ediţie definitivă (Стихотворения)
- 1943 — Nebănuitele trepte (Скрытые диапазоны)

### Пьесы
- 1921 — Zalmoxe, mister păgân (Залмоксис, языческая мистерия)
- 1923 — Tulburarea apelor (Волнение вод)
- 1925 — Daria (Дария)
- 1925 — Ivanca (Иванка)
- 1925 — Învierea (Воскресение)
- 1927 — Meşterul Manole (Мастер Маноле)
- 1930 — Cruciada copiilor (Крестовый поход детей)
- 1934 — Avram Iancu (Аврам Янку)
- 1942 — Opera dramatică (Драматические произведения)
- 1944 — Arca lui Noe (Ноев ковчег)
- 1964 — Anton Pann (Антон Панн)

### Эссе
- 1922 — Cultură şi cunoştinţă
- 1924 — Filosofia stilului
- 1925 — Fenomenul originar
- 1925 — Feţele unui veac
- 1926 — Daimonion
- 1931 — Eonul dogmatic
- 1933 — Cunoaşterea luciferică
- 1934 — Censura transcendentă
- 1934 — Orizont şi stil
- 1936 — Spaţiul mioritic (Миоритическое пространство, философия румынской культуры на основе анализа народной баллады Миорица)
- 1936 — Elogiul satului românesc (речь при приеме в Академию Румынии)
- 1937 — Geneza metaforei şi sensul culturii
- 1939 — Artă şi valoare
- 1940 — Diferenţialele divine
- 1941 — Despre gândirea magică
- 1941 — Religie şi spirit
- 1942 — Ştiinţă şi creaţie
- 1947 — Despre conştiinţa filosofică
- 1948 — Aspecte antropologice
- 1966 — Gândirea românească în Transilvania în secolul al XVIII-lea
- 1968 — Zări şi etape
- 1969 — Experimentul şi spiritul matematic
- 1972 — Isvoade
- 1977 — Fiinţa istorică
- 1977 — Încercări filosofice